# Rosularia viguieri
Rosularia viguieri là một loài thực vật có hoa trong họ Crassulaceae. Loài này được (Raym.-Hamet ex Fröd.) G.R.Sarwar mô tả khoa học đầu tiên năm 2002.